# کوون سون-وو
کوون سون-وو (کره‌ای: 권순우؛ زادهٔ ۲ دسامبر ۱۹۹۷) تنیس‌باز اهل کره جنوبی است.